# الرميلة (الرميلة)
الرميلة هو دُوَّار يقع بجماعة سيدي علي، إقليم الرشيدية، جهة درعة تافيلالت في المملكة المغربية. ينتمي الدوّار لمشيخة الرميلة التي تضم دوار واحد. يقدر عدد سكانه بـ 212 نسمة حسب الإحصاء الرسمي للسكان والسكنى لسنة 2004.

## روابط خارجية
- البوابة الوطنية للجماعات الترابية
- المندوبية السامية للتخطيط